# 2020년 하계 올림픽 덴마크 선수단
2020년 하계 올림픽 덴마크 선수단은 2021년 7월 23일부터 8월 8일까지 일본 도쿄에서 열린 2020년 하계 올림픽에 참가한 올림픽 덴마크 선수단이다.
덴마크는 2020년 도쿄 하계 올림픽에 출전했다. 원래 2020년 7월 24일부터 8월 9일까지 열릴 예정이었던 올림픽은 코로나19 범유행으로 인해 2021년 7월 23일부터 8월 8일로 연기되었다. 덴마크 선수들은 1904년 세인트루이스 하계 올림픽을 제외하고 모든 하계 올림픽에 출전했다. 게임이 시작되기 전에 DIF는 도쿄 게임에서 8-10개의 메달을 획득하는 공식 메달 목표를 달성했다.
덴마크는 16개 종목에 108명의 선수가 참가했다. 덴마크 선수들은 도쿄 올림픽에서 총 11개의 메달(금 3개, 은메달 4개, 동메달 4개)을 획득했다. 이는 1996년 하계 올림픽 이후 덴마크가 획득한 가장 많은 금메달이자, 하계 올림픽에서 다섯 번째로 많은 메달을 획득한 기록이다. 11개 메달 중 3개는 사이클링에서, 2개는 카누에서, 배드민턴, 핸드볼, 조정, 항해, 사격, 수영에서는 각각 1개를 획득했다.
덴마크 메달리스트 중에는 배드민턴 남자 단식에서 금메달을 획득한 빅토르 악셀센(Viktor Axelsen)이 있다. 그는 1996년 폴 에릭 호이어 라르센에 이어 두 번째 덴마크 배드민턴 금메달리스트가 되었다. 전 금메달리스트 페르닐 블루메는 여자 50m 자유형 수영에서 동메달을 획득하여 자신의 경력에서 세 번째 올림픽 메달을 획득했다. 엠마 요르겐센은 또한 2016년 올림픽에서 은메달을 획득하고 2020년 올림픽에서 카누 부문에서 2개의 동메달을 획득하여 3개의 올림픽 메달을 획득했다. 덴마크 핸드볼 국가대표팀은 이전에 4개의 금메달을 획득한 데 이어 덴마크 최초의 핸드볼 은메달을 획득했다. 라세 노먼 한센(Lasse Norman Hansen)은 남자 팀 추적에서 은메달, 남자 매디슨에서 금메달을 획득하며 네 번째와 다섯 번째 올림픽 메달을 획득했다. 이는 닐스 라르센, 에스킬드 에베센 및 라스 요르겐 마드센과 함께 덴마크 개인 선수가 획득한 대부분의 메달에서 한센과 동점을 이루었다.
덴마크 NOC는 덴마크뿐만 아니라 그린란드와 페로 제도의 구성 국가를 대표하며 두 국가 모두 자체 NOC를 갖고 있지 않는다. 남자 핸드볼 팀이 은메달을 획득하면서 페로의 핸드볼 선수 요한 한센이 메달을 획득한 최초의 페로 선수가 되었다.

## 출전 선수
| 종목         | 남자 | 여자 | 전체 |
| ------------ | ---- | ---- | ---- |
| 양궁         | 0    | 1    | 1    |
| 육상         | 9    | 8    | 17   |
| 배드민턴     | 5    | 4    | 9    |
| 카누         | 0    | 4    | 4    |
| 사이클       | 11   | 7    | 18   |
| 승마         | 2    | 3    | 5    |
| 골프         | 2    | 2    | 4    |
| 핸드볼       | 14   | 0    | 14   |
| 유도         | 0    | 1    | 1    |
| 조정         | 3    | 6    | 9    |
| 요트         | 3    | 5    | 8    |
| 사격         | 2    | 2    | 4    |
| 스케이트보드 | 1    | 0    | 1    |
| 수영         | 3    | 8    | 11   |
| 탁구         | 1    | 0    | 1    |
| 레슬링       | 1    | 0    | 1    |
| 전체         | 57   | 51   | 108  |

## 같이 보기
- 올림픽 덴마크 선수단